# 64 TCN
Năm 64 TCN là một năm trong lịch Julius. 